# Benkovac
Benkovac je grad u Hrvatskoj, u Zadarskoj županiji. Upravno je i kulturno središte Ravnih kotara. Poznat je po Benkovačkom sajmu.

## Gradska naselja
Grad Benkovac sastoji se od 41 naselja (stanje (2006), to su: Benkovac, Benkovačko Selo, Bjelina, Brgud, Bruška, Buković, Bulić, Dobra Voda, Donje Biljane, Donje Ceranje, Donji Karin, Donji Kašić, Donji Lepuri, Gornje Biljane, Gornje Ceranje, Islam Grčki, Kolarina, Korlat, Kožlovac, Kula Atlagić, Lisičić, Lišane Tinjske, Medviđa, Miranje, Nadin, Perušić Benkovački, Perušić Donji, Podgrađe, Podlug, Popovići, Pristeg, Prović, Radašinovci, Raštević, Rodaljice, Smilčić, Šopot, Tinj, Vukšić, Zagrad i Zapužane.

## Zemljopis
Benkovac je grad u sjevernoj Dalmaciji, smješten oko 30 km istočno od Zadra i 20 km sjeveroistočno od Biograda na Moru. Razvio se na prijelazu iz plodnog područja Ravnih kotara u krševito područje Bukovice. Iako se nalazi na istočnom rubu ravnokotarske ravnice, kao jedino gradsko naselje smatra se središtem tog područja. Razvoj Benkovca odredio je njegov povoljan prometni položaj na mjestu gdje se križaju ceste koje vode iz Zadra prema Kninu te iz Like prema moru. Taj položaj je još više naglašen u 20. stoljeću izgradnjom željezničke pruge Zadar-Knin (1966. godine), te posebno autoceste Zagreb-Split (2005.), koja prolazi čitavim upravnim područjem grada. Čvor Benkovac na autocesti se nalazi oko 3 km jugozapadno od samog grada, između sela Miranje i Šopot.
Područje Grada Benkovca graniči s općinama Novigrad i Posedarje na sjeverozapadu, Zemunikom na zapadu, Škabrnjom na jugozapadu, Polačama na jugu, Gradom Obrovcem na sjeveru, općinom Kistanje na sjeveroistoku, općinom Lišane Ostrovičke na istoku i općinom Stankovci na jugoistoku.

## Klima
Benkovac ima sredozemnu klimu s vrućim, suhim ljetima i blagim, kišovitim zimama. Ljeta su karakterizirana visokim temperaturama koje često prelaze 30 °C, dok su zime blage s prosječnim temperaturama oko 8 – 10 °C. Većina oborina padne tijekom jeseni i zime, dok su ljeta sušna. Grad je povremeno izložen jakim vjetrovima, poput bure i juga. Proljeće i jesen donose umjerene temperature i promjenjive vremenske uvjete. Najviša maksimalna dnevna temperatura izmjerena je 5. kolovoza 2017. i iznosi 41 °C, dok je najmanja izmjerena 27. veljače 2018. i iznosi je –9,5 °C.

## Stanovništvo

### Popis 2011.
Prema popisu stanovništva iz 2011. administrativno područje grada Benkovca je imalo 11.026 stanovnika, (procjena za 2005. 12 333 stanovnika). Samo gradsko naselje Benkovac ima 2863 stanovnika (s prigradskim naseljima Benkovačko Selo, Buković i Šopot oko 3800). Po etničkom sastavu, na čitavom području grada bilo je 90,4 % Hrvata i 7,5 % Srba. Do 1991. godine benkovačko područje bilo je izrazito nacionalno mješovito, s gotovo podjednakim udjelom hrvatskog i srpskog stanovništva. Na Popisu iz 1971. godine, velika prijeratna općina Benkovac imala je 35.562 stanovnika.
Današnje je stanje posljedica velikosrpske agresije. Prvo su 1991. Hrvati bili prisiljeni napustiti svoje domove (bilo kao izbjeglice ili prognanici) zbog zastrašivanja i, često i ostvarenih, fizičkih prijetnji, domaćih pobunjenih Srba i te srpskih paravojnih i paramilicijskih postrojba, što domaćih, što iz Srbije i BiH. Uoči operacije Oluja, 1995. pobunjeničke vlasti su napravile organizirano iseljavanje srpskog stanovništva. Nakon Operacije "Oluja", vratila se većina prognanih Hrvata, doselili su Hrvati iz BiH, kojima je onemogućen ili se onemogućava povratak u BiH, a zadnjih godina odvija se i povratak Srba. Stoga se procjenjuje da danas na području grada živi oko 12.300 stanovnika.

### Popis 1991.
| broj stanovnika | 10054 | 10816 | 11226 | 11712 | 13478 | 16253 | 18018 | 18850 | 23700 | 25755 | 28227 | 27810 | 26532 | 26255 | 9786  | 11026 | 9680  |
|                 | 1857. | 1869. | 1880. | 1890. | 1900. | 1910. | 1921. | 1931. | 1948. | 1953. | 1961. | 1971. | 1981. | 1991. | 2001. | 2011. | 2021. |

| broj stanovnika | 160   | 437   | 341   | 432   | 512   | 546   | 658   | 630   | 1149  | 1367  | 1897  | 2190  | 2955  | 3776  | 2622  | 2866  | 2484  |
|                 | 1857. | 1869. | 1880. | 1890. | 1900. | 1910. | 1921. | 1931. | 1948. | 1953. | 1961. | 1971. | 1981. | 1991. | 2001. | 2011. | 2021. |

## Uprava
U sastav grada Benkovca ulaze sljedeća naselja:
Benkovac, Benkovačko Selo, Bjelina, Brgud, Bruška, Buković, Bulić, Dobra Voda, Donje Biljane, Donje Ceranje, Donji Karin, Gornje Biljane, Gornje Ceranje, Islam Grčki, Kašić, Kolarina, Korlat, Kožlovac, Kula Atlagić, Lepuri, Lisičić, Lišane Tinjske, Medviđa, Miranje, Nadin, Perušić Benkovački, Podgrađe, Podlug, Popovići, Pristeg, Prović, Radošinovci, Raštević, Rodaljice, Smilčić, Šopot, Tinj, Vukšić, Zagrad i Zapužane.
Prije Domovinskog rata, u sastav tadašnje općine Benkovac ulazile su i današnje općine Lišane Ostrovičke, Polača i Stankovci. Reformom lokalne uprave 1996. godine, Benkovac je dobio status grada i priključeno mu je područje ukinutih općina Lisičić i Smilčić.

## Povijest
Kratki pregled povijesti Benkovca:
- 1743. – osnovana samostalna kapelanija u Benkovcu (dotada dio župe Perušić);
- 1812. – 1. siječnja – uspostavljena općina, prvi načelnik je Ante Borin;
- 1840. – osnovana katolička župa u Benkovcu;
- 1847. – otvorena pošta;
- 1851. – uspostavljena žandarmerija;
- 1858. – otvorena javna pekara;
- 1860. – prva osnovna škola, koju je vodio svećenik don Blaž Blasul;
- 1865. – brzojav;
- 1868. – u okviru zadarskog okruga osnovan politički kotar u Benkovcu koji obuhvaća općine Benkovac, Kistanje i Obrovac;
- 1874. – otvorena ljekarna, mr.ph. Šime Tironi;
- 1875. – otvorena klaonica;
- 1925. – vodovod;
- 1927. – otvoren Dom narodnog zdravlja
- 1950. – otvoren Vatrogasni dom i osnovana Javna vatrogasna postrojba Benkovac.
- 1966. – izgrađena željeznička pruga Zadar-Knin koja prolazi kroz Benkovac;
- 1991. – pod okupacijom pobunjenih Srba
- 1995. – 5. kolovoza – oslobođenje Benkovca i povratak matici zemlji Hrvatskoj

## Gospodarstvo
- "Diokom" d.o.o. (nekadašnja Jugoplastika)
- Eksploatacija pločastog kamena
- LTH Metalni lijev (nekadašnja tvornica Bagat)
- Veletržnica s pogonom za preradu ribe
- BADEL Vinarija Benkovac
- Plodine d.o.o.
- Benkovački sajam

## Poznate osobe
- Šime Đodan, hrvatski političar
- Savo Štrbac, srbijanski političar
- Predrag Vranicki, hrvatski filozof

## Spomenici i znamenitosti
Poznato je da je benkovački prostor bio vrlo naseljen i razvijen u doba srednjovjekovne hrvatske države. Mnoštvo je starohrvatskih spomenika i crkava pronađeno na ovom području. No, i davno prije dolaska Hrvata drevni su narodi gradili ovdje svoja naselja i podizali spomenike. Najpoznatije je takvo nalazište Asseria – ostaci liburnskog naselja u blizini Podgrađa. Poznato arheološko nalazište Aserija nalazi se oko 1km udaljeno od sela Podgrađe. Od prapovijesti do srednjeg vijeka tu se prati slijed života. Najveći procvat Aserija je doživjela u 1. i 2. stoljeću. Kroz 19. i 20. stoljeće Aserija je zainteresirala putopisce i istraživače, tako da je ovaj izniman lokalitet i arheološka građa postala su interes mnogih znanstvenika. U mlađem horizontu kasnorimskih ukopa pronađen je nakit među kojim posebno mjesto ima srebrna fibula u obliku križa s proširenim krajevima ukrašena dvostrukim nizom uboda, a u središtu se nalazi okrugla kruna s uloškom modrog kamena. Datira se u drugu polovicu 6.stoljeća. Na prostoru Aserije rimska analitika djelovala je punom snagom svoje civilizacijske i političke misije, a u rimskim provincijama javljaju se mnogi spomenici koji su u uskoj vezi s carskim kultom gdje su postali izraz lojalnosti mjesnog stanovništva. Spomenik vezan uz carski kult jest brončani medaljon s likom Faustine Mlađe, supruge cara Marka Aurelija iz Aserije, pronađen u Aseriji.
Najuočljiviji kulturno-povijesni spomenik u Benkovcu je Kaštel Benković, utvrda nazvana po hrvatskim velikašima koji su je izgradili, vjerojatno u drugoj polovici 15. stoljeća. Izgradnjom ove utvrde na brežuljku koji dominira okolnim područjem počinje i povijest samog grada Benkovca. Kaštel je četverokutnog tlocrta, a na sjevernoj strani ima visoku četvrtastu kulu. Južna strana ojačana je za turske vlasti dvjema okruglim kulama na uglovima.
Benkovački kaštel, u kojem je danas smješten muzej, bio je nekad stara hrvatska utvrda, a u svoj su ga dvorac pretvorili begovi Benkovići nakon dolaska Turaka u 16. stoljeću. Time su mu i odredili ime.
U samome Benkovcu, nalaze se katoličke crkve Svetog Ante iz 18. stoljeća i crkva Male Gospe (Rođenja Marijina) iz 1864. (srušena u Domovinskom ratu, podignuta nova crkva), te pravoslavna crkva Svetog Jovana podignuta 1885. na temeljima starije crkve koja je posvećena 1590. godine.
Na području Grada postoje i mnoge druge crkve:
- U Biljanima Gornjim je pravoslavna crkva Svetog Georgija
- U Bjelini je pravoslavna crkva Sv. Petke
- U Brgudu je pravoslavna crkva Sv. pravednog Lazara
- U Bruškoj je katolička crkva Svetog Nikole
- U Buliću je katolička crkva Svetog Ante pustinjaka
- U Ceranjima je pravoslavna crkva Sv. proroka Ilije
- U Dobropoljcima je pravoslavna crkva Sv. Georgija
- U Islamu Grčkom je pravoslavna crkva Sv. Georgija
- U Jagodnjoj je pravoslavna crkva Sv. Simeona Stolpnika
- U Karinu Donjem su pravoslavna crkva Sv. Kirika i Julite i franjevački samostan s crkvom Gospe od anđela
- U Kolarini je pravoslavna crkva Svete Petke
- U Kašiću je pravoslavna crkva Sv. Ilije
- U Korlatu su katoličke crkve, Sveti Jeronim i Sveta Marija
- U Kožlovcu je pravoslavna crkva, Sveta Nedjelja
- U Kuli Atlagić su katolička crkva Svetog Petra i pravoslavne crkve Svetog Nikole (stara i nova)
- U Lepurima je katolička crkva Svetog Martina
- U Lisičiću je katolička crkva Rođenja Blažene Djevice Marije
- U Lišanima Tinjskim je pravoslavna crkva Sv. Trojice (Duhovi)
- U Miranjama je pravoslavna crkva Svetog Arhangela Mihaila
- U Nadinu je katolička crkva Svetog Ante
- U Perušiću su katoličke crkve Uznesenja Bogorodice Marije i Svetog Jurja
- U Podgrađu je katolička crkva Svetog Duha
- U Popovićima je katolička crkva Svetog Ante
- U Rašteviću je katolička crkva Svetog Jurja
- U Pristegu su katoličke crkve Gospe od zdravlja i Svetog Frane
- U Rodaljicama je katolička crkva Velike Gospe
- U Smilčiću je pravoslavna crkva Svetog Mihaila i katolička crkva Gospe od zdravlja
- U Tinju je katolička crkva Svetog Ivana Krstitelja
- U Vukšiću su katoličke crkve, Sveta Katarina i Sveti Mihovil

### Arheološka nalazišta
Na području Barice u Benkovcu istraživanjem su 2012. godine pronađeni ostaci neolitičkog naselja. Otkrivene su nastambe bogate materijalnim ostacima. Obradom pronađene arheološke građe je utvrđeno da u potpunosti odgovara danilskoj kulturi. Standardne izrađevine od keramike, kosti i kamena obogaćuju i predmeti koji su rijetki u neolitiku istočnog Jadrana.
Na eneolitičkom nalazištu Buković – Lastvine u Benkovcu, uz ostalu građu, pronađena su dva tipa idola koji su prvi nalazi te vrste u eneolitiku na području istočnog Jadrana. Pronađeni su blizu jedan drugome u najnižem dijelu depozita, te su djelomično sačuvani. Ne može ih se povezati s ritualnim kontekstom, niti je bilo moguće utvrditi postojanje nekog objekta ili konstrukcije s kojom bi bili povezani. Iako su oba primjerka idola jako oštećena, utvrđeno je da se radi o krajnje stiliziranim prikazima ženskih likova. Pripadaju skupini plošno modeliranih i u potpunosti stiliziranih akefalnih figurina koji su izrađeni u obliku dva povezana trokuta bez oblikovanja ekstremiteta i prikazivanja anatomskih pojedinosti. Navedeni idoli se smatraju jedinstvenom pojavom jer u dosadašnjim istraživanjima istočnojadranskog područja iz razdoblja eneolitika nije pronađen niti jedan takav primjer. Tipološke odlike pronađenih primjeraka su najbliže nalazima iz Vučedola i Vinče.

## Obrazovanje
- Osnovna škola Benkovac[9]
- Srednja škola kneza Branimira[10]

## Kultura
- Gradska knjižnica[11]
- Stalni postav izložbe na benkovačkom Kaštelu.
- Zavičajni muzej Benkovac, utemeljen 1983.[12]
- Kulturno-umjetničko društvo „Branimir” (prije „Knez Branimir”)[13]
- Od 11. prosinca 2006. u Benkovcu svoj program na 93,0 MHz odašilje Radio Benkovac.[14]

### Festivali
- Benkovačko kulturno ljeto[15]
- VinFest Benkovac, vinski festival Sjeverne i Srednje Dalmacije[16]
- Etno festival[17]
- Festival mladih pjevača „Benkovac fest”[18]

## Šport
- HNK Velebit, član 3. hrvatske nogometne lige koji igra na gradskomu stadionu kapaciteta 3000 gledatelja.
- Kickboxing klub Benkovac[19]
- Boćarski klub Velebit
- Rukometni klub Benkovac, osnovan 2008. godine. Natječe se u mlađim kategorijama. Mlađi kadeti natječu se u 1. hrvatskoj mlađekadetskoj ligi jug. Utakmice igraju u školskoj dvorani kapaciteta 2000 gledatelja.
- Od 1975. godine postojao je i nogometni klub Jedinstvo, za koji su igrali pripadnici JNA.[20]

## Turizam
Zbog uspona turizma prozvan je »dalmatinskom Provansom«.

## Hrana
- Benkovački prisnac

## Vanjske poveznice
- Službena stranica grada

|  | Portal Hrvatske: pristup člancima s tematikom o Hrvatskoj |